# Roman (papež)
Roman (? Gallese, Itálie – listopad 897) byl papež od srpna 897 až do své smrti v listopadu téhož roku.

## Život
Narodil se v Gallese, nedaleko Civita Castellana. Byl bratrem dřívějšího papeže Marina I.,
tento údaj však není zcela jistý, někteří autoři[kdo?] jej označují jako bratra pravděpodobného.
Podle pověsti byl sesazen a zavřen do kláštera.

## Odkazy

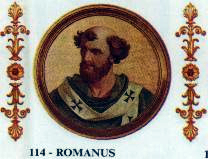
Portrét papeže Romana v bazilice sv. Pavla za hradbami